# Бистра (притока Горнаду)
Бистра (словац. Bystrá) — річка в Словаччині, права притока Горнаду, протікає в окрузі Попрад.
Довжина — 17 км. Витік знаходиться в масиві Низькі Татри — на висоті 1380 метрів. Протікає територією села Спиське Бистре.
Впадає в Горнад на висоті 638 метрів.